# Rafael Vaquer
Rafael Vaquer Palmer es un historietista y diseñador español, nacido en Palma de Mallorca en 1957.

## Biografía
Muy joven, en 1973, ganó un premio de la revista Trinca, pasando luego a colaborar en Barrabás.
Desarrolló su aprendizaje en Barcelona colaborando en el estudio de Joan Rafart (Raf) y Jordi Nabau. Integrado en el Equipo Butifarra, creó con Alfons López la serie Atasco-Star (1981) para Editorial Bruguera, aunque su serie más duradera es Johnny Roqueta (1982) para "Cul de Sac", "El Jueves" y "Solo Moto".
Licenciado en Ciencias de la Información, Publicidad y RRPP por la UAB (1980), ha desarrollado paralelamente su carrera como publicista en diferentes empresas de comunicación de Barcelona y Palma de Mallorca. Ha sido también responsable del área de diseño del Instituto de Innovación del Gobierno de las Islas Baleares (1995-2012). Actualmente imparte diferentes asignaturas en la Escuela Superior de Diseño de las Islas Baleares.